# Dentimargo subventricosior
Dentimargo subventricosior is een slakkensoort uit de familie van de Marginellidae. De wetenschappelijke naam van de soort is voor het eerst geldig gepubliceerd in 1863 door Souverbie.